# Waldemar Bonsels
Waldemar Bonsels (21 februari 1880 - 31 juli 1952) was een Duitse schrijver. Hij staat vooral bekend als de bedenker van het personage Maja de Bij. Bonsels' meest bekende werk is het kinderboek Die Biene Maja und ihre Abenteuer (De Avonturen van Maya de Bij). Daarnaast schreef hij verschillende andere literaire werken, waaronder romans zoals Himmelvolk, Eros und die Evangelien en Anjekind, waarin hij thema's als liefde en de relatie tussen mens en natuur verkende. Bonsels reisde uitgebreid in Europa en Azië, wat resulteerde in het boek Indienfahrt (Reis naar India). Bonsels plaatste in 1933  ook een essay waarin hij zijn antisemitische opvattingen publiekelijk uiteenzette en de NSDAP prees. Dit zorgde ervoor dat het hem na de Tweede Wereldoorlog een periode verboden was werk te publiceren.
In 1952 overleed hij aan de Ziekte van Hodgkin.